# Svatopluk Kudlička
Svatopluk Kudlička (* 2. května 1950, Opatovice) je český půlmaratonský běžec za LRS Vyškov a NC Vyškov.

## Úspěchy
- 2001 – Mistr ČR v půlmaratonu
- 2006 – Mistr ČR v půlmaratonu
- 2006 – 5. místo sportovec Vyškova

## Vyškovská míle
- 2006 – 2. místo
- 2008 – 1. místo